# ميلشو ليفيف
ميلشو ليفيف ( (بالبلغارية: Милчо Левиев) </link> ‎[ˈmiɫtʃo lɛˈviɛf]‏</link> ; 19 ديسمبر 1937-12 أكتوبر 2019)  هو ملحن وموزع وعازف بيانو لموسيقى الجاز بلغاري.

## حياة مهنية
ولد ليفيف في مدينة بلوفديف, بلغاريا,  من عائلة يهودية بلغارية; كان والده إيزاك ليفيف، وكان شقيقه الفنان يوان ليفيف .  تخرج من أكاديمية الموسيقى الحكومية البلغارية  سنة 1960  وتخصص في التأليف على يد بانشو فلاديجيروف والبيانو على يد أندريه ستويانوف [الإنجليزية] . 
بدأ تطوره المهني كمؤلف في مسرح الدراما في مدينة بلوفديف . عينا قائدًا للفرقة الكبيرة للإذاعة الوطنية البلغارية بعد أن ترك المنصب إميل جورجييف . كانت أفكاره مبتكرة في الأوركسترا. مقطوعات مثل Studia ستوديا أو Blues in 9 البلوز في 9 أو Anti-waltz مكافحة الفالس تجمع بين الفولكلور والجاز. من 1963 إلى 1968، عمل كعازف منفرد وقائد أوركسترا صوفيا وبلوفديف الفيلهارمونية .  في عام 1965، تبنى فكرة الكاتب رادوي رالين ، أسس Jazz Focus '65 التركيز على موسيقى الجاز '65والذي قام بجولات حتى عام 1970، وحقق نجاحًا لموسيقى الجاز البلغارية وفاز بجوائز في مهرجانات الجاز في مونترو وصوفيا وبراغ .
في سنة 1970 غادر بلغاريا وانتقل إلى لوس أنجلوس.  غنى مرة أخرى في بلغاريا في أوائل الثمانينيات.

## ديسكغرافيا

### كقائد
- درس البيانو (دوبري، 1978)
- بلو ليفيس (دوبري، 1978)
- ما الجديد (أطلس، 1980)
- البلوز للصياد (مول جاز، 1980)
- صحيح البلوز (مول جاز، 1981)
- يعزف موسيقى إيرفينغ برلين (ديسكفري، 1982)
- موسيقى للفرقة الكبيرة والأوركسترا السيمفونية (الاتجاه، 1983)
- الوجهة (التفاؤل، 1987)
- البلوز البيانو البلغاري (ماجستير، 1990)
- العرافة مع ديف هولاند (بان ميوزيك، 1992)
- صعودا وهبوطا مع ديف هولاند (ماجستير، 1993)
- جيف سامباس (فارتان جاز، 1997)
- رجل من بلوفديف (ماجستير، 1999)
- الحب الهادئ مع فيكي ألمازيدو (الفن العرقي، 2004)
- شخصيات متعددة (مايتي كوين، 2006)
- مسيرة هادئة (ممتازة، 2015)

### كضيف
مع بيلي كوبهام
- الكسوف الكلي (الأطلسي، 1974)
- شاباز (أتلانتيك، 1975)
- ثريد غير تقليدي من الغناء (أتلانتيك، 1975)

مع دون إليس
- دموع الفرح (كولومبيا، 1971)
- اتصال (كولومبيا، 1972)
- الارتفاع (MPS، 1973)
- هايكو (MPS، 1974)

مع روي هاينز
- شكرًا لك شكرًا لك (جالاكسي، 1977)
- فيستاليت (جالاكسي، 1979)

مع جيرالد ويلسون
- جيسيكا (تريند، 1983)
- كالافيا (ترند، 1985)

مع دوسان بوجدانوفيتش
- حكاية الشتاء (دوبيرمان - يبان، 2008)

مع الآخرين
- آل جارو ، Breakin 'Away (وارنر براذرز، 1981)
- عارف ماردين ، رحلة (أتلانتيك، 1974)
- إيرتو موريرا ، فيرجن لاند (الخلاص، 1974)
- ل. سوبرامانيام ، خيال بلا حدود (اتجاه، 1980)